# Buisson
Buisson település Franciaországban, Vaucluse megyében. Lakosainak száma 256 fő (2022. január 1.). Buisson Saint-Maurice-sur-Eygues, Tulette, Rasteau, Roaix, Saint-Roman-de-Malegarde, Vaison-la-Romaine és Villedieu községekkel határos.

## Népesség
A település népességének változása:
| Lakosok száma | 271  | 294  | 306  | 298  | 288  | 277  | 267  | 261  | 256  |
|               | 2013 | 2015 | 2016 | 2017 | 2018 | 2019 | 2020 | 2021 | 2022 |